# Smučarski teki na Zimskih olimpijskih igrah 1928
Smučarski teki na Zimskih olimpijskih igrah 1928.

## Dobitniki medalj
| Tekma | Zlato                | Srebro         | Bron             |
| 18 km | Johan Grøttumsbråten | Ole Hegge      | Reidar Ødegaard  |
| 50 km | Per-Erik Hedlund     | Gustaf Jonsson | Volger Andersson |